# Woria Kinuria
Woria Kinuria (gr. Δήμος Βόρειας Κυνουρίας, Dimos Worias Kinurias) – gmina w Grecji, w administracji zdecentralizowanej Peloponez, Grecja Zachodnia i Wyspy Jońskie, w regionie Peloponez, w jednostce regionalnej Arkadia. Siedzibą gminy jest Astros. W 2011 roku liczyła 10 341 mieszkańców.